# 哲学语言
哲学语言是任何由第一原理构建的人造语言，如逻辑语言，但可能需要绝对完美或超越甚至神秘真理的强烈主张，而不是对实用目标的满足。哲学语言在近世很流行，部分原因是为了恢复失去的亚当或神圣语言。理想语言这个术语有时被近似地同义使用，尽管像道本语这样的现代哲学语言不太可能涉及如此崇高的完美主张。它可能被称为纯意识形态的语言。语言的公理和语法与今天常用的语言不同。
在大多数较古老的哲学语言和一些较新的哲学语言中，单词是由一组有限而且基本的语素构成的。“哲学语言”有时是“分类学语言”的同义词，虽然最近有过几次人工语言上不分类的哲学原理构造。寡聚合成语言的词汇由合成词组成，合成词是由一组（理论上最小的）语素创造出来的；这些语言，如道本语，类似使用有限的一组根词，但产生一系列不同词的短语。
道本语基于简约的简约，融合了道教的元素。拉丹语旨在根据失语群体理论对女性重要的概念和区别进行词汇化和语法化。
先验语言是构造语言，其中词汇是直接发明的，而不是源自其他现有语言（如世界语或伊多语）。哲学语言几乎都是先验语言，但大多数先验语言不是哲学语言。例如，昆雅语、辛达林和克林貢語都是先验但不是哲学语言：它们看起来像自然语言，即使它们与任何自然语言都没有遗传关系。

## 历史
Francis Lodwick开创了哲学语言方面的工作（共同写作，1647年；基础或基础奠定了（或者如此用于构建新的完美语言和普遍的通用写作，1652年），Thomas Urquhart爵士（Logopandecteision，1652））、乔治·达尔加诺（ARS signorum，1661年）和约翰·威尔金斯（迈向真正文字和哲学语言的随笔，1668）。这些是等级分类系统，旨在产生口头和书面表达。1855年，英国作家乔治·埃德蒙兹修改了威尔金斯的系统，使其分类学保持完整，但改变了语言的语法，拼写和发音，以便更容易说话和阅读。
戈特弗里德·莱布尼茨于1678年创建了通用语言（或通用语言），旨在创建一个字符词典，用户可以在其上执行计算，自动产生真正的命题；作为副作用，他开发了二进制。
这些项目不仅旨在减少或模拟语法，而且还将所有人类知识安排到“角色”或层次结构中。这个想法最终导致了启蒙时代的百科全书。在Charactère的条目下，D'Alembert批判性地回顾了上个世纪的哲学语言项目。
在Encyclopédie之后，先验语言的项目越来越多地进入边缘。个别作者，通常不知道这个想法的历史，继续提出分类哲学语言直到20世纪初（例如，Ro）。最近的哲学语言通常已经从分类图式了，如21世纪Ithkuil由约翰基哈达。

## 参看
- 工化语言
- 语言哲学
- 自然后设语义